# William Caslon

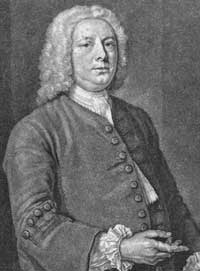
William Caslon

William Caslon (ur. 1692, zm. 23 stycznia 1766) – angielski drukarz, projektant czcionek, z wykształcenia grawer.
Urodził się w Cradley, Worcestershire. W 1716 roku przyjechał do Londynu i tam wyrabiał zamki do strzelb oraz narzędzia introligatorskie. W 1720 roku założył gisernę, odlewnię czcionek m.in. pism arabskich, które użył do druku Nowego Testamentu. W 1722 roku zaprojektował i wykonał dla Williama Bowyera czcionki pisma barokowej antykwy i kursywy zwaną narodową czcionką angielską. Zaprojektowane przez niego antykwa została nazwana jego nazwiskiem Caslonem a jego czcionką była składana m.in. Deklaracja niepodległości Stanów Zjednoczonych. Wykonał również czcionki gotyckie. W 1734 roku wydał wzornik 52 pism.
Obecnie istnieje firma H.W. Caslon&Co. będąca spadkobiercą jego pracowni, w której znajdują się oryginalne stemple i matryce Caslona. Czcionka Caslona dostępna jest jako jeden z fontów komputerowych.